# Herbert Reul
Herbert Reul (Langenfeld, 31 agosto 1952) è un politico tedesco, dell'Unione Cristiano-Democratica (CDU), ministro degli affari interni della Renania Settentrionale-Vestfalia nel governo dei successivi ministri-presidente Armin Laschet (2017–2021) e Hendrik Wüst (dal 2021). In precedenza è stato membro del Parlamento europeo (MEP) nella VI, VII e VII legislatura.

## Biografia
Reul è nato a Langenfeld, nella Renania. Figlio di un sindaco, si unì all'età di 18 anni all'ala giovanile della CDU, la Junge Union. Nel 1975, mentre era ancora studente all'Università di Colonia, divenne consigliere comunale nella sua città natale, vicino a Colonia. Lo è stato per 17 anni. Dal 1981 al 1985 ha lavorato come insegnante di scuola secondaria.
Dal 2014 al 2017 è stato membro della Commissione per l'industria , la ricerca e l'energia. Inoltre dal 2014 è stato membro della Delegazione per le relazioni con la penisola coreana. Fa parte del gruppo del Partito popolare europeo (democratici cristiani).